# Alexander Albon
Alexander Albon Ansusinha (in thailandese อเล็กซานเดอร์ อัลบอน อังศุสิงห์; Londra, 23 marzo 1996) è un pilota automobilistico thailandese, con passaporto britannico, attivo in Formula 1 con la Williams.

## Carriera

### Kart
Nato a Londra da padre inglese e madre thailandese, Albon inizia la sua carriera sui kart nel 2006 all'età di dieci anni, incoraggiato dal padre Nigel Albon, anch'egli pilota. Comincia nel campionato Super 1 National Honda e quattro anni dopo, nel 2010, vince il campionato europeo e il campionato del mondo nella classe KF3.

### Formula Renault
Albon esordisce nelle monoposto nel 2012, anno in cui entra a far parte del Red Bull Junior Team. Gareggia nella Eurocup Formula Renault 2.0 dal 2012 al 2014. Nel suo primo anno corre con la Epic Racing, terminando 38º e senza ottenere punti. Nel 2013, dopo essere entrato a far parte del programma Lotus F1 Junior Team, passa al team KTR di Kurt Mollekens. Ottiene una Pole e 22 punti, concludendo al sedicesimo posto in classifica generale. L'anno successivo, nel 2014, viene confermato dallo stesso team, e ottiene tre podi, 117 punti e il 3º posto in campionato.

### Formula 3 Europea

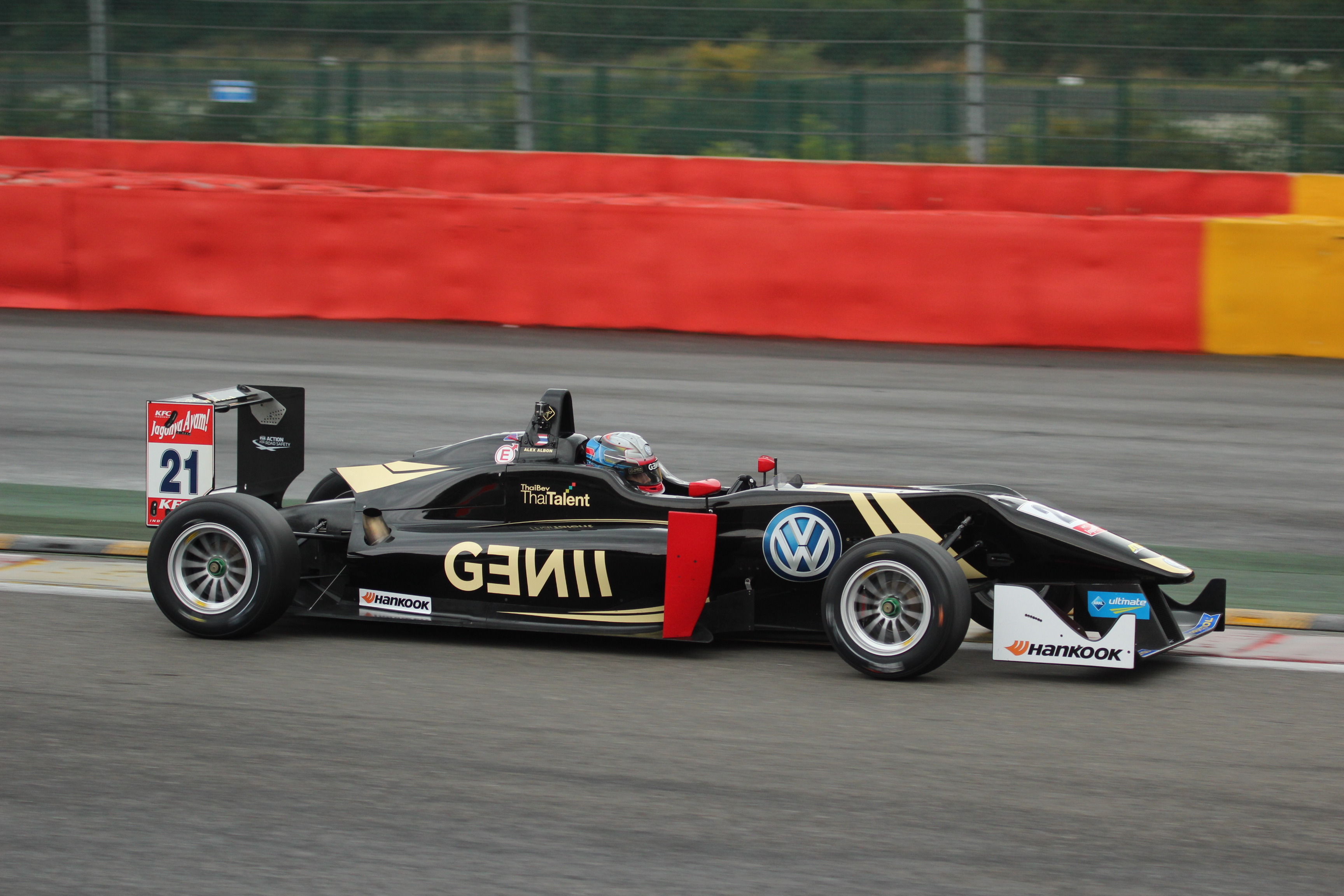
Albon in Formula 3

Nel 2015 Albon passa alla Formula 3 Europea con il team francese Signature. Conquista due pole e cinque podi, concludendo al 7º posto in campionato.

### GP3 Series
Il 2 dicembre 2015 viene annunciato che Albon prenderà parte ai test collettivi della GP3 con la ART Grand Prix. A febbraio, il team annuncia il suo ingaggio per tutta la stagione 2016. Al suo esordio assoluto nella categoria ottiene una vittoria nella gara sprint di Barcellona. Nel corso del campionato conquista altre tre vittorie (nelle gare feature di Silverstone e Sepang, e nella gara sprint di Budapest), e lotta per il campionato con Charles Leclerc, terminando secondo in classifica generale.

### Formula 2

#### 2017
Per la stagione 2017 Albon approda in Formula 2, sempre con ART Grand Prix, ottenendo due podi al Red Bull Ring e ad Abu Dhabi. Salta la doppia gara di Baku per la rottura della clavicola, riportata in un allenamento in bicicletta. Tornato al volante nel successivo appuntamento sull'A1-Ring, Albon coglie il primo podio nella categoria nella gara sprint, disputata la domenica mattina. Termina il campionato al decimo posto, dopo aver conquistato un altro podio nella gara conclusiva ad Abu Dhabi.

#### 2018

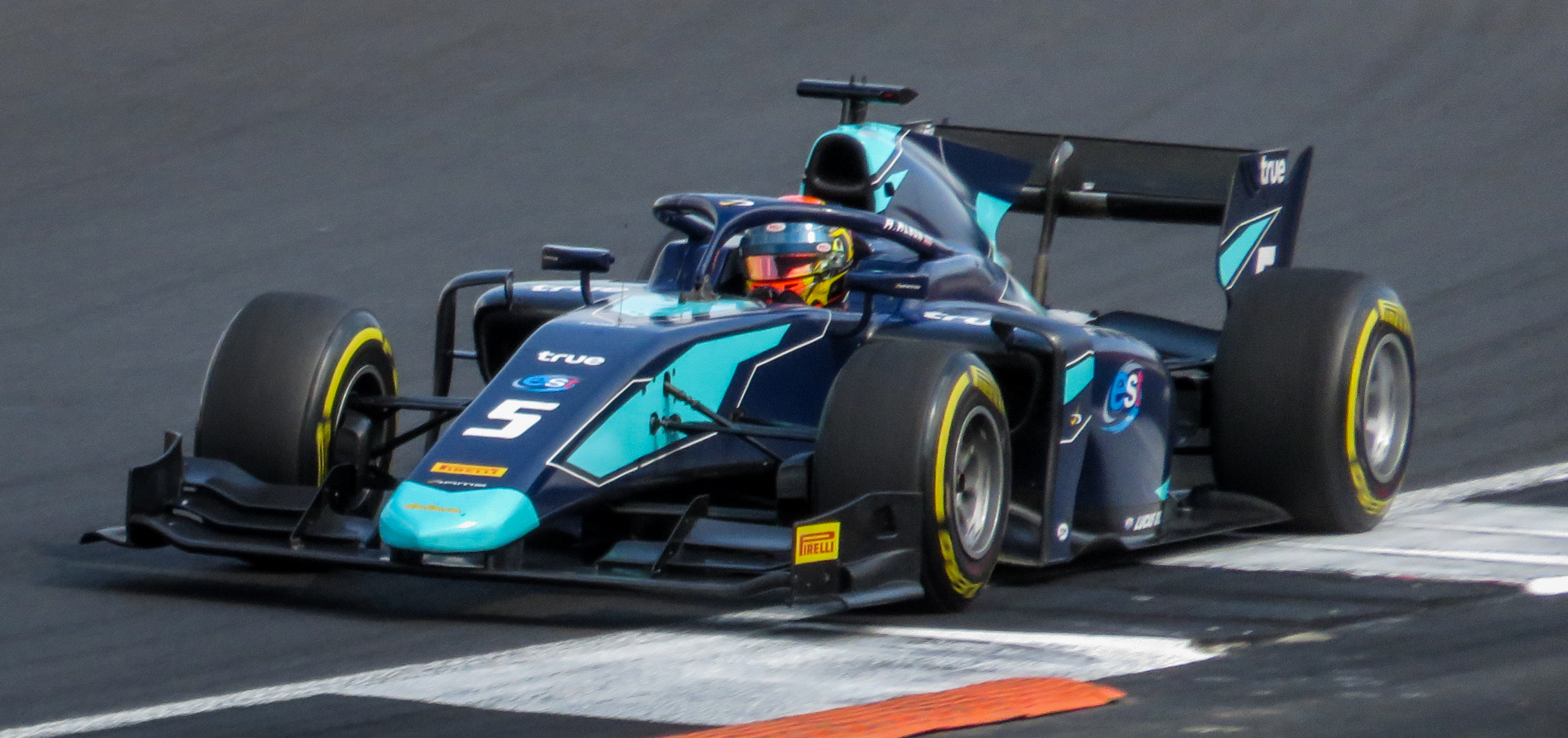
Albon in Formula 2 nel 2018

La stagione successiva rimane nella categoria con la DAMS, al fianco di Nicholas Latifi. Albon ottiene la pole e la prima vittoria nella categoria nella gara 1 a Baku. Nel corso della stagione ottiene altre due pole position e tre vittorie e termina terzo in campionato, alle spalle di George Russell e Lando Norris.

### Formula E
Nel dicembre del 2018 partecipa ai suoi primi test in Formula E a Marrakech con il team Nissan e.DAMS, il 20 settembre il team francese annuncia Albon come pilota titolare per la stagione 2018-2019. Ma visto l'interesse del team di Formula 1 Toro Rosso, la Nissan lascia libero il pilota.

### Formula 1

#### Il debutto in Toro Rosso e il passaggio alla Red Bull (2019-2020)

##### 2019

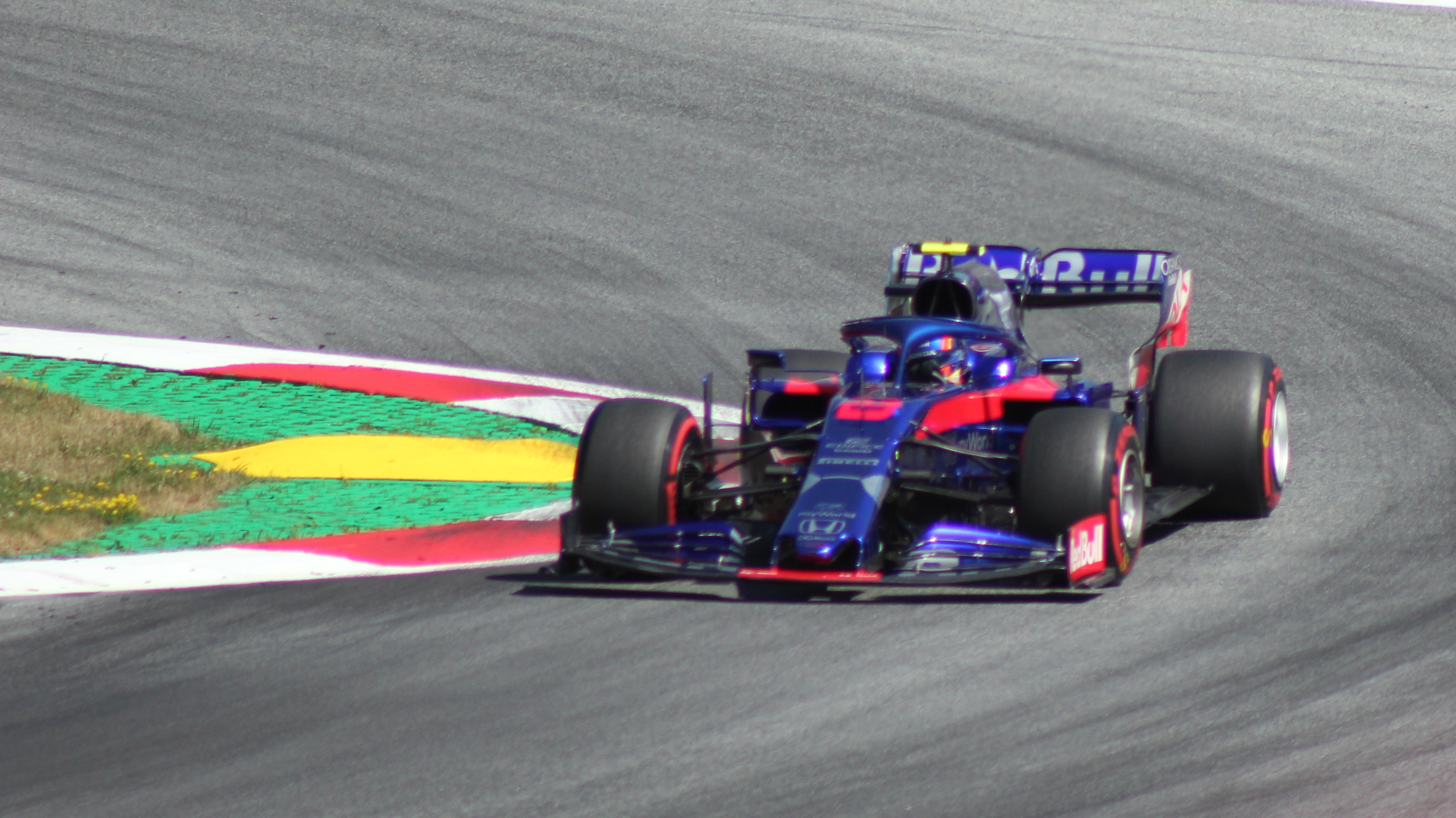
Albon alla Toro Rosso durante il Gran Premio d'Austria 2019

Liberato dal team di Formula E, Nissan e.DAMS il 26 novembre 2018 viene ufficializzato il suo ingaggio per la stagione 2019 di Formula 1 nella Scuderia Toro Rosso, dove affianca Daniil Kvjat in sostituzione del neozelandese Brendon Hartley.. Come numero di gara il thailandese sceglie il 23.

Albon conquista i primi punti in Formula 1 nel Gran Premio del Bahrein, chiuso in nona posizione. Nel successivo Gran Premio di Cina il pilota thailandese non partecipa alle qualifiche per via di un violento incidente nell'ultima sessione di prove libere, dovendo quindi scattare dall'ultima posizione in griglia di partenza. In gara Albon rimonta fino al decimo posto e viene nominato "pilota del giorno" dal pubblico. Albon torna a punti nel Gran Premio di Monaco, dove giunge ottavo, e nel caotico Gran Premio di Germania, svolto in condizioni meteo variabili, nel quale taglia il traguardo al sesto posto.
Il 12 agosto viene annunciato il suo passaggio in Red Bull a partire dal Gran Premio del Belgio, in sostituzione di Pierre Gasly che compie il percorso inverso tornando in Toro Rosso. Nella nuova scuderia Albon continua la striscia di risultati utili iniziata in Toro Rosso, con un quarto posto nel Gran Premio del Giappone come miglior risultato. Nel Gran Premio del Brasile il pilota della Red Bull arriva a occupare la seconda posizione, ma la sua gara è compromessa da un contatto con Lewis Hamilton (successivamente penalizzato di 5" per la manovra), che lo relega nelle retrovie. Albon conclude la stagione all'ottavo posto in classifica piloti con 92 punti.

##### 2020

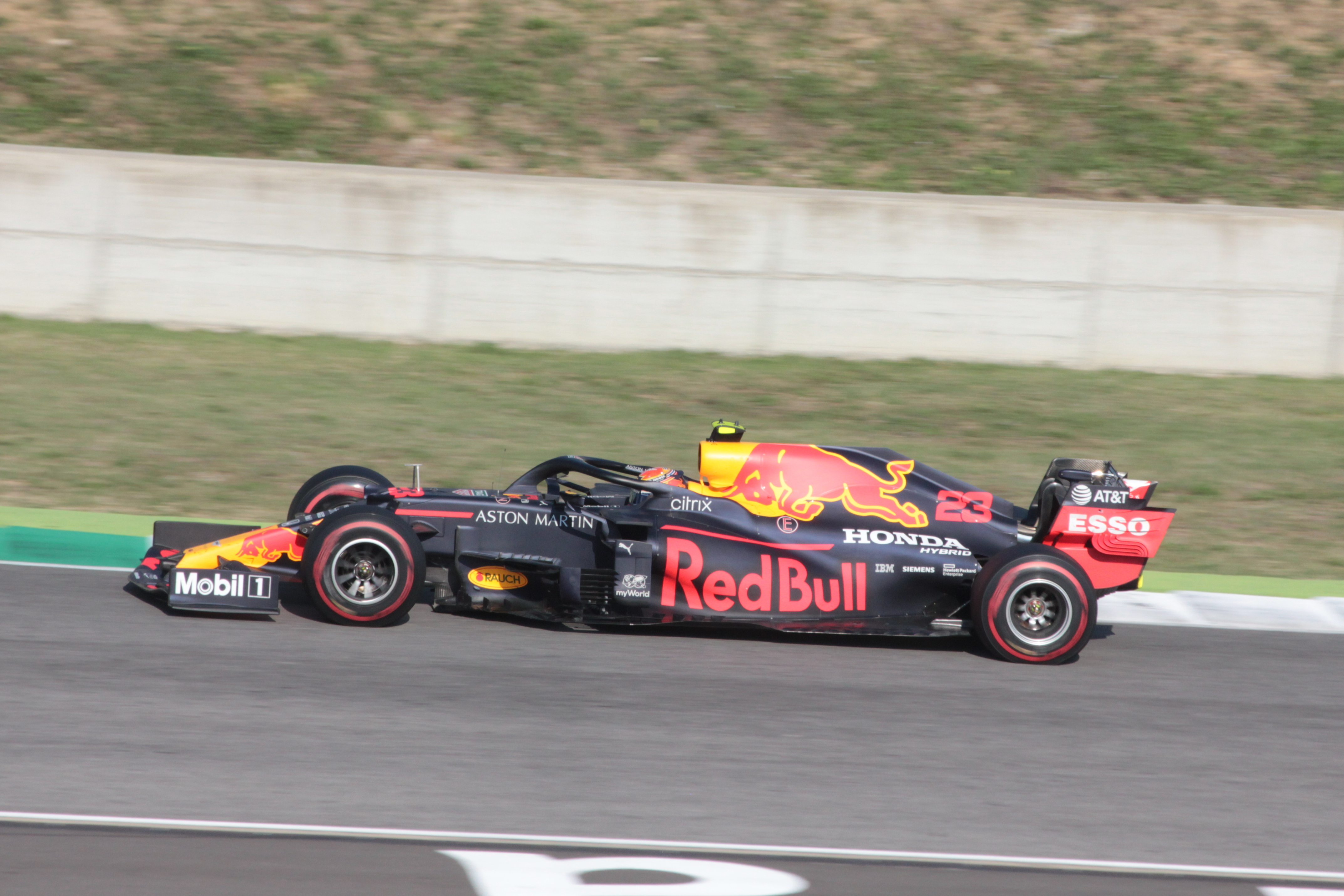
Albon alla guida della sua RB16 durante il Gran Premio della Toscana

Albon viene confermato dalla Red Bull per la stagione 2020, sempre al fianco di Max Verstappen. Nell'inaugurale Gran Premio d'Austria Albon occupa a lungo la terza posizione, ma in un tentativo di sorpasso su Lewis Hamilton nelle fasi conclusive di gara viene colpito dal pilota della Mercedes (anche in questa occasione ritenuto responsabile e penalizzato di 5" dai commissari di gara) e finisce nelle retrovie, prima di ritirarsi per problemi elettrici.
Le gare seguenti si dimostrano difficili per Albon, che giunge quasi sempre a punti, ma viene battuto da Verstappen in tutte le 17 sessioni di qualifica, mancando addirittura l'ingresso nell'ultima fase delle qualifiche sia in Ungheria sia a Silverstone. Anche in gara fatica nel confronto con il compagno di squadra, finendo per essere spesso alle spalle di piloti al volante di vetture meno performanti, come Pérez, Ricciardo, Sainz, Norris e Leclerc.
Nel Gran Premio della Toscana, Albon chiude in terza posizione dopo aver superato Daniel Ricciardo nelle ultime fasi di gara, conquistando il suo primo podio in Formula 1, e il primo per un pilota thailandese. Tuttavia nelle quattro gare seguenti ottiene un solo punto, scalando dalla quinta alla nona posizione in classifica. Torna sul podio nel Gran Premio del Bahrain, sempre con il 3º posto ottenuto negli ultimi giri a causa della rottura del motore per Sergio Pérez, che lo precedeva. Chiude la stagione con il settimo posto in classifica con 105 punti, meno della metà del compagno di squadra.

#### Terzo pilota alla Red Bull (2021)

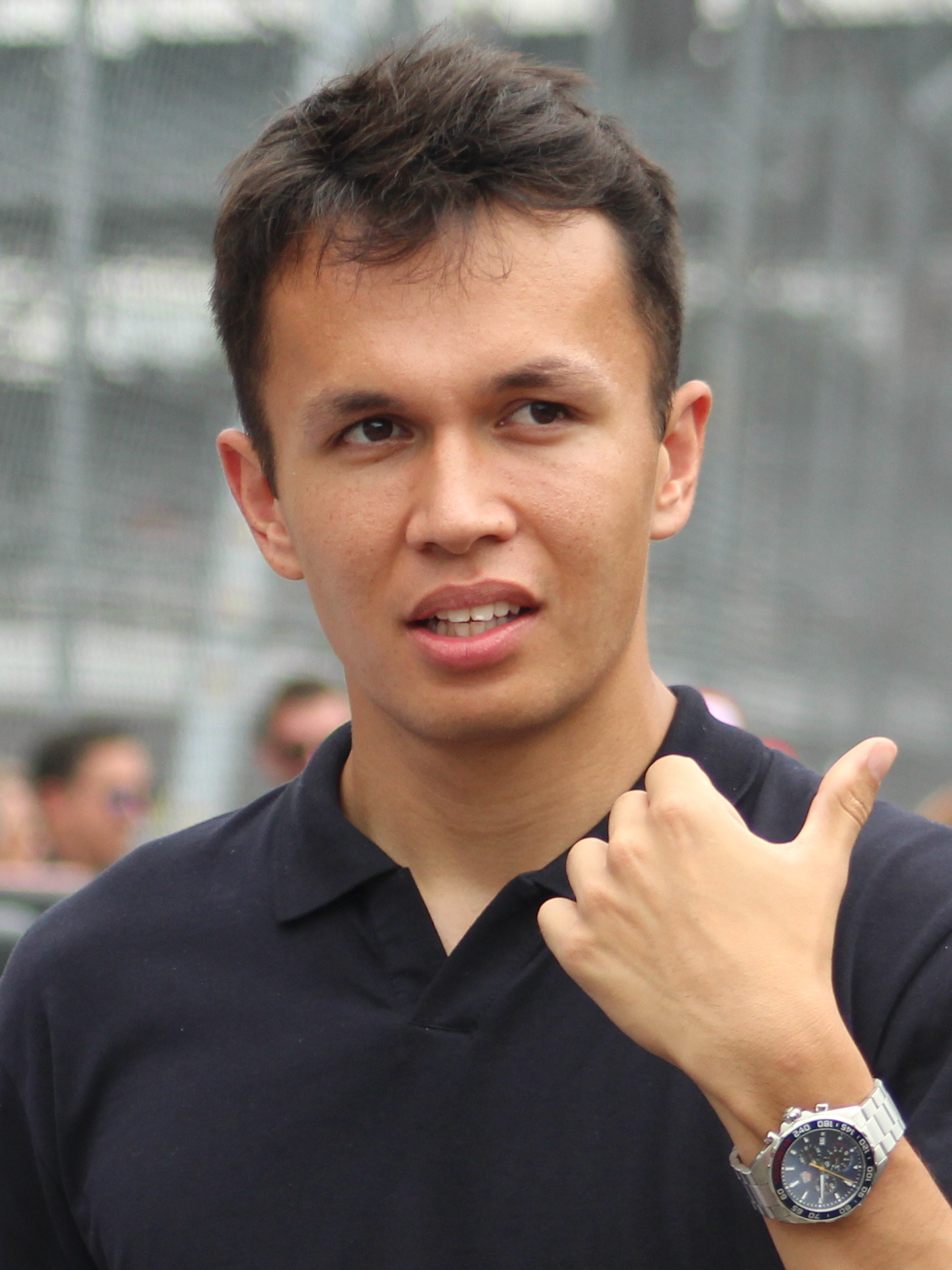
Albon nel 2021

Il 18 dicembre 2020 Red Bull Racing annuncia la sostituzione di Albon con Sergio Pérez a partire dalla stagione 2021; il thailandese rimane comunque nel team austriaco come terzo pilota. L'11 maggio fa il suo esordio stagionale con la Red Bull nei test con le gomme Pirelli da 18 pollici. Inoltre nel mese di agosto il Team Andretti dà la possibilità ad Albon di provare per la sua prima volta una monoposto della IndyCar.

#### Williams (2022-)

##### 2022

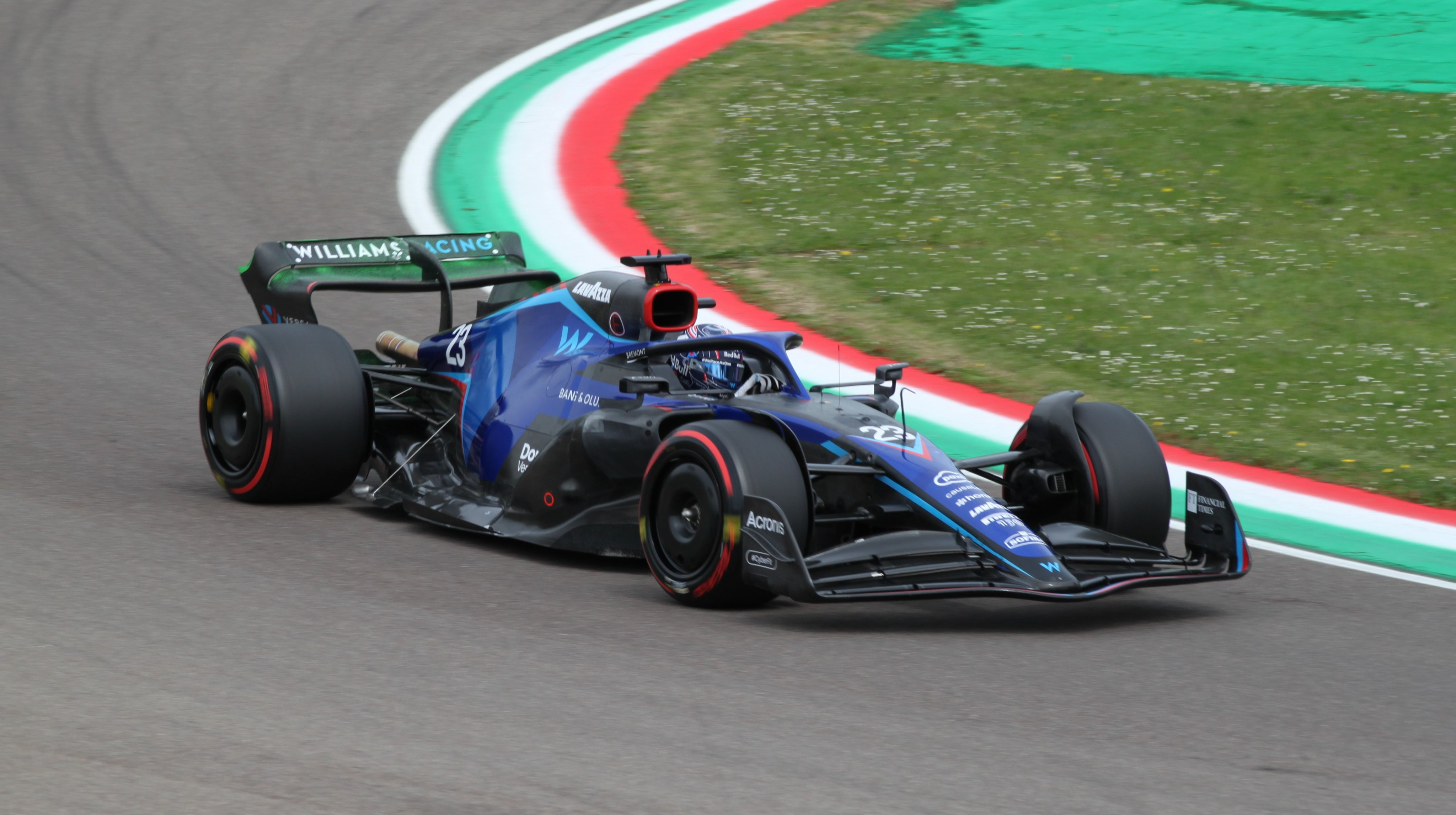
Albon in Williams nel 2022.

L'8 settembre 2021 il team britannico Williams conferma Albon come suo pilota ufficiale per la stagione 2022 di Formula 1 al posto dell'uscente George Russell. Il team Red Bull per permettere il suo passaggio in Williams ha dovuto liberare il pilota thailandese, ma mantenendo delle opzioni per il futuro. Nella terza gara, in Australia, Albon ottiene il primo punto con la nuova scuderia, giungendo decimo grazie alla strategia di percorrere ben 57 giri con la mescola dura. Torna a punti nel Gran Premio di Miami, dove taglia il traguardo decimo venendo poi promosso in nona posizione per via di una penalità inflitta a Fernando Alonso. Nel Gran Premio di Gran Bretagna Albon per un contatto in partenza con Sebastian Vettel finisce contro un muro, visto il forte impatto viene portato in ospedale per accertamenti per poi essere dimesso poco dopo.
Nel Gran Premio del Belgio entra per la prima volta nel gruppo dei primi dieci in qualifica, posizionandosi sesto grazie anche ad alcune penalità; in gara chiude decimo, tornando a punti dopo otto gare. Nel successivo Gran Premio d'Italia, poco prima delle prove libere del sabato Albon è costretto a ritirarsi dall'evento per un'appendicite, venendo sostituito da Nyck de Vries. Il pilota si è dovuto sottoporre ad un'operazione all'Ospedale San Gerardo di Monza. Tornato al volante nel successivo Gran Premio di Singapore, Albon non coglie altri risultati utili, chiudendo la stagione al diciannovesimo posto assoluto.

##### 2023

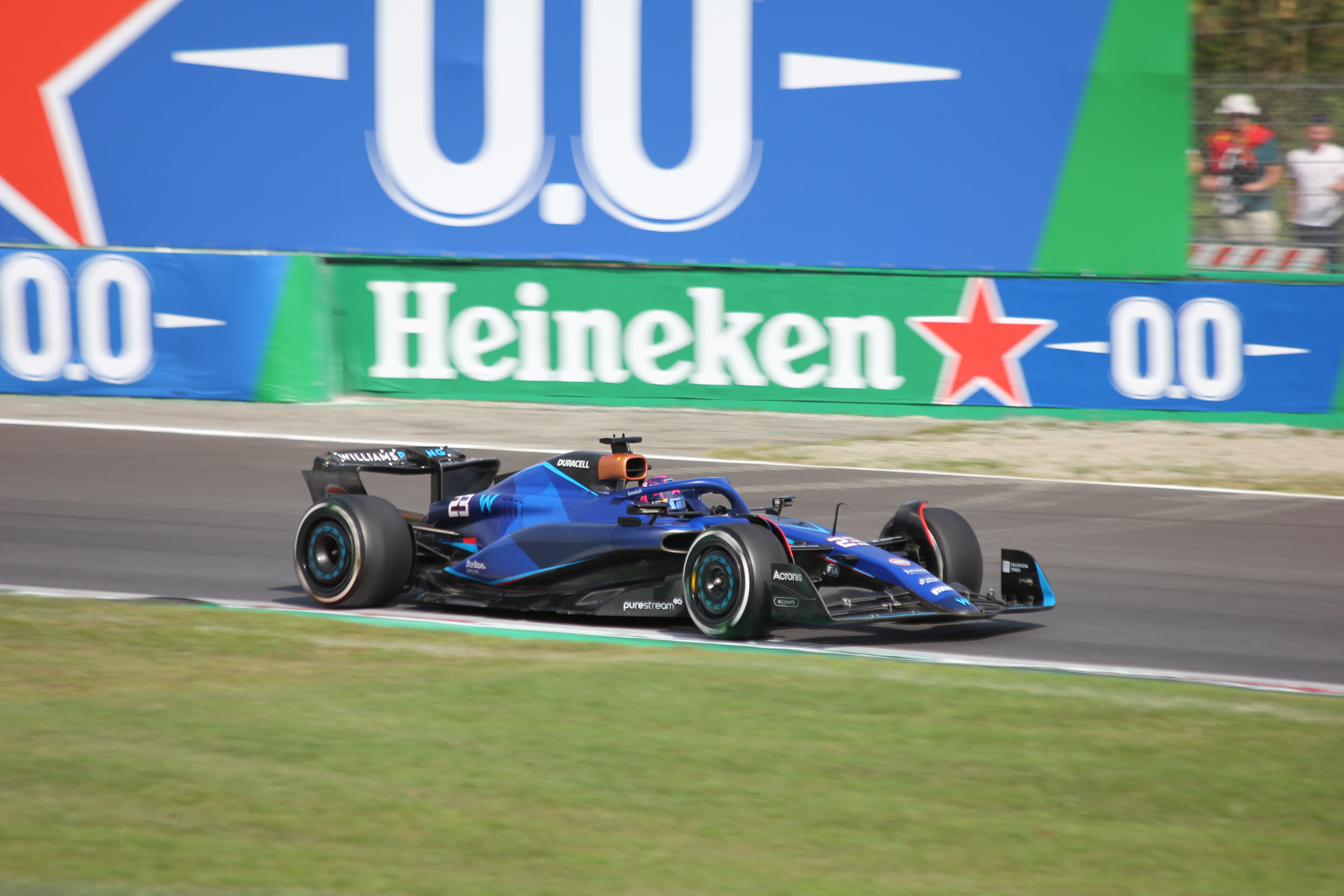
Albon al Gran Premio d'Italia 2023.

Albon inizia la stagione 2023 con un piazzamento a punti, tagliando il traguardo decimo nell'inaugurale Gran Premio del Bahrein. Nei due successivi Gran Premi, il pilota thailandese è costretto al ritiro, in Arabia Saudita per problemi tecnici e in Australia, dove aveva conquistato l'ottavo posto in griglia di partenza, per incidente.
Dopo alcune gare concluse fuori dai primi dieci, in Canada Albon taglia il traguardo settimo, sfruttando degli aggiornamenti tecnici alla sua vettura e una buona strategia. Conquista punti anche nel Gran Premio di Gran Bretagna, chiuso in ottava posizione.
Dopo la pausa estiva la Williams mostra una maggiore competitività: Albon chiude in ottava posizione il movimentato Gran Premio d'Olanda, dopo essere scattato dalla quarta posizione, mentre nel successivo Gran Premio d'Italia taglia il traguardo settimo, ripetendo il miglior risultato stagionale. Coinvolto in contatti che lo escludono dalla zona punti a Singapore e in Giappone, Albon muove la classifica anche nelle tre gare seguenti, cogliendo il settimo posto nella gara sprint in Qatar e due noni posti ad Austin (dove guadagna due posizioni grazie alle squalifiche di Lewis Hamilton e Charles Leclerc) e Città del Messico. Grazie a questi risultati Albon consolida la tredicesima posizione in classifica assoluta, che mantiene a fine anno nonostante non conquisti più punti nelle tre gare conclusive.

##### 2024

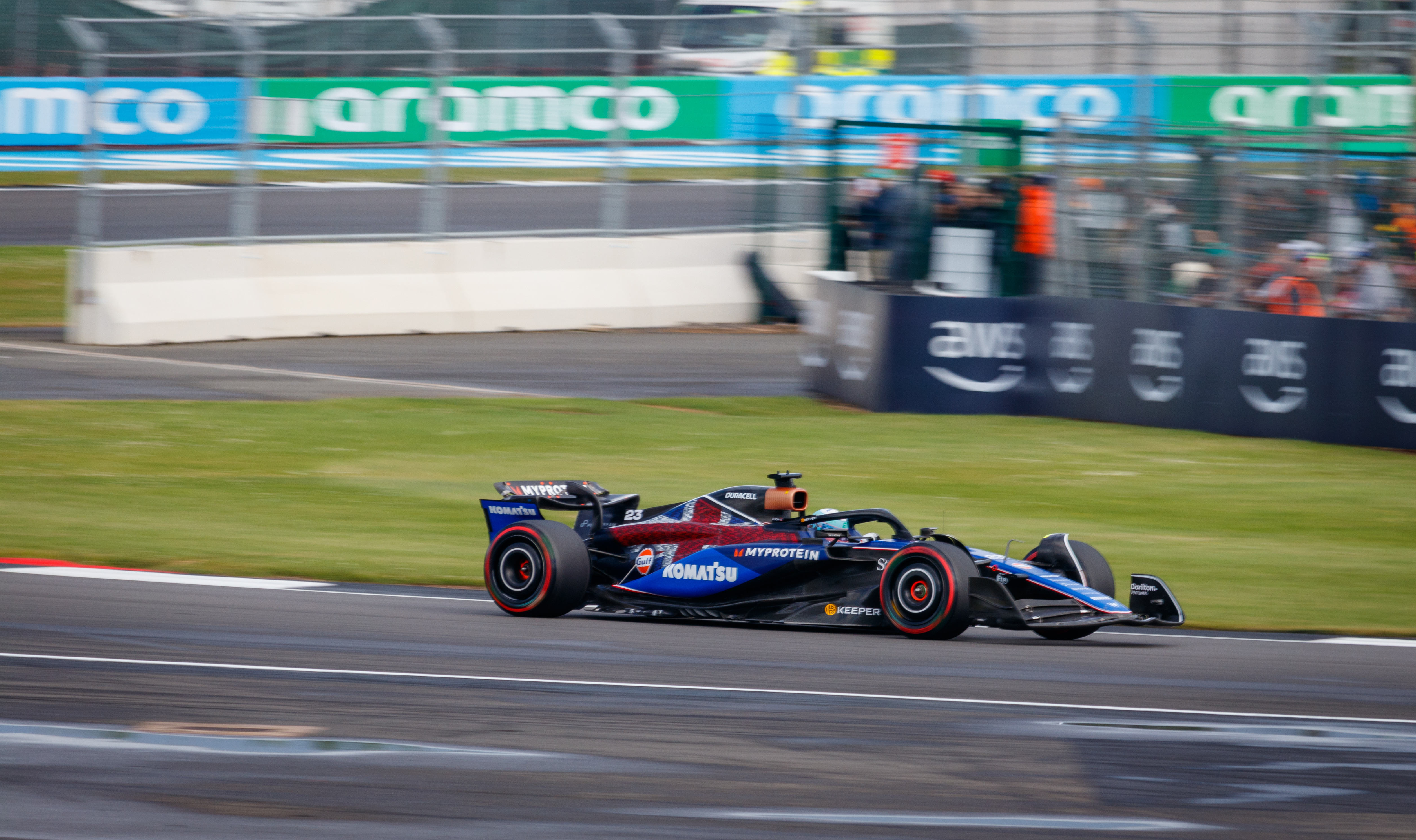
Albon al Gran Premio di Gran Bretagna 2024.

Il 2024 inizia senza piazzamenti a punti nelle prime tre gare: penalizzato da un surriscaldamento del motore in Bahrain e da un contatto con Magnussen in Arabia Saudita, in Australia Albon termina undicesimo, dopo aver danneggiato il telaio della propria monoposto durante le prove libere ed aver utilizzato la monoposto del compagno di squadra Sargeant per il resto del weekend. Il 15 maggio viene annunciato il rinnovo di Albon con la Williams, con il pilota thailandese che firma un contratto pluriennale per le stagioni 2025 e 2026. Nel Gran Premio di Monaco Albon ottiene il nono posto, conquistando i primi punti stagionali per il team. Bissa il risultato in Gran Bretagna e in Italia, mentre in Azerbaigian chiude settimo, conquistando il miglior risultato stagionale per sé e la squadra. Quello di Baku resta l'ultimo piazzamento utile per il pilota thailandese, che nelle ultime gare della stagione è più volte costretto al ritiro per problemi tecnici e incidenti. Albon chiude l'anno al sedicesimo posto in classifica, con 12 punti.

##### 2025

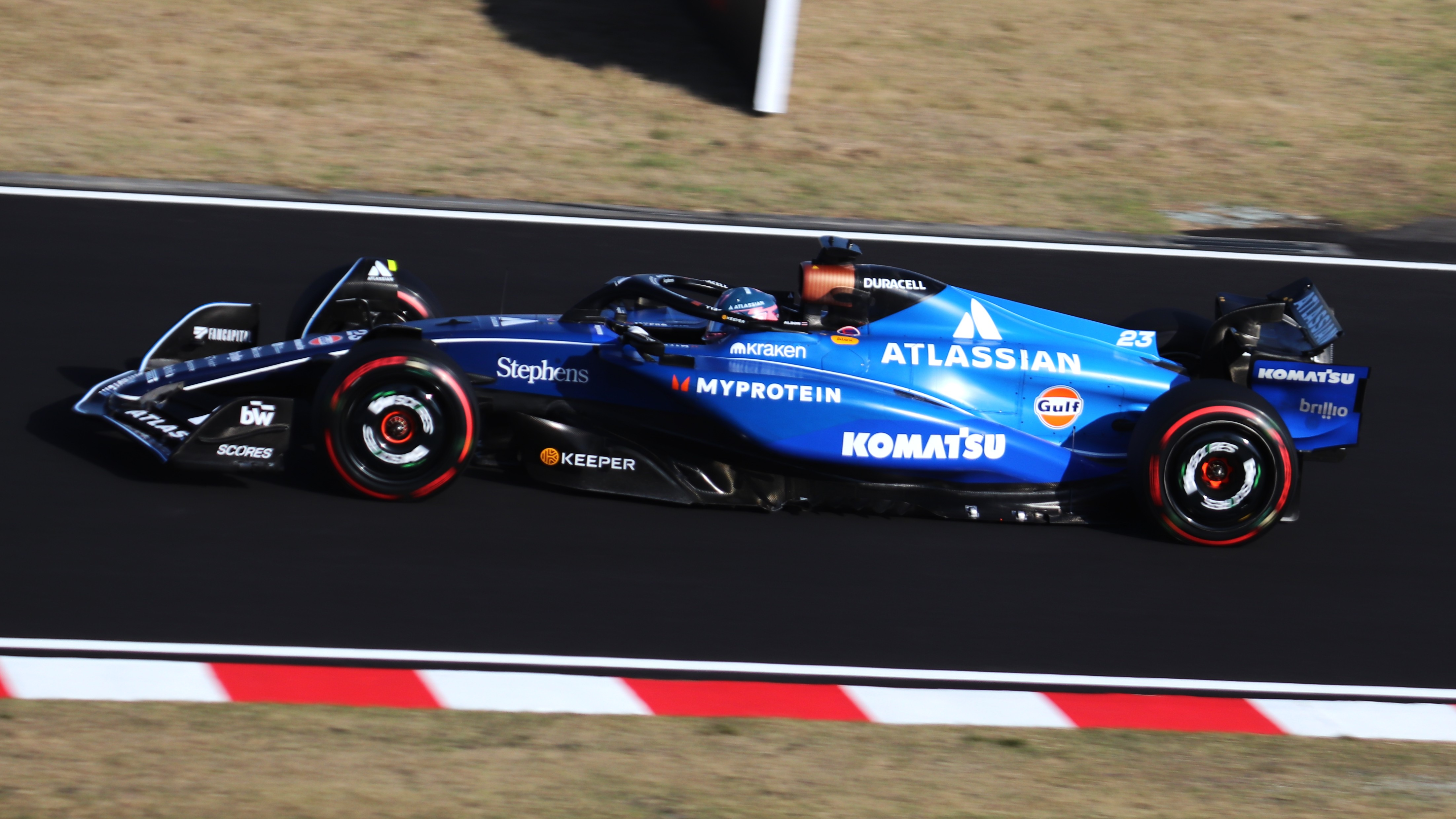
Albon nelle seconde prove libere del Gran Premio del Giappone 2025

La stagione 2025 di Formula 1 inizia con tre piazzamenti a punti consecutivi: Albon chiude in quinta posizione l'inaugurale Gran Premio d'Australia, suo miglior risultato in carriera dal quarto posto del GP di Abu Dhabi 2020 quando era in Red Bull e miglior piazzamento di sempre in Williams, conquistando poi un settimo e un nono posto in Cina e in Giappone, dopo un dodicesimo posto in Bahrein, torna subito a punti arrivando nono in Arabia Saudita.

### DTM

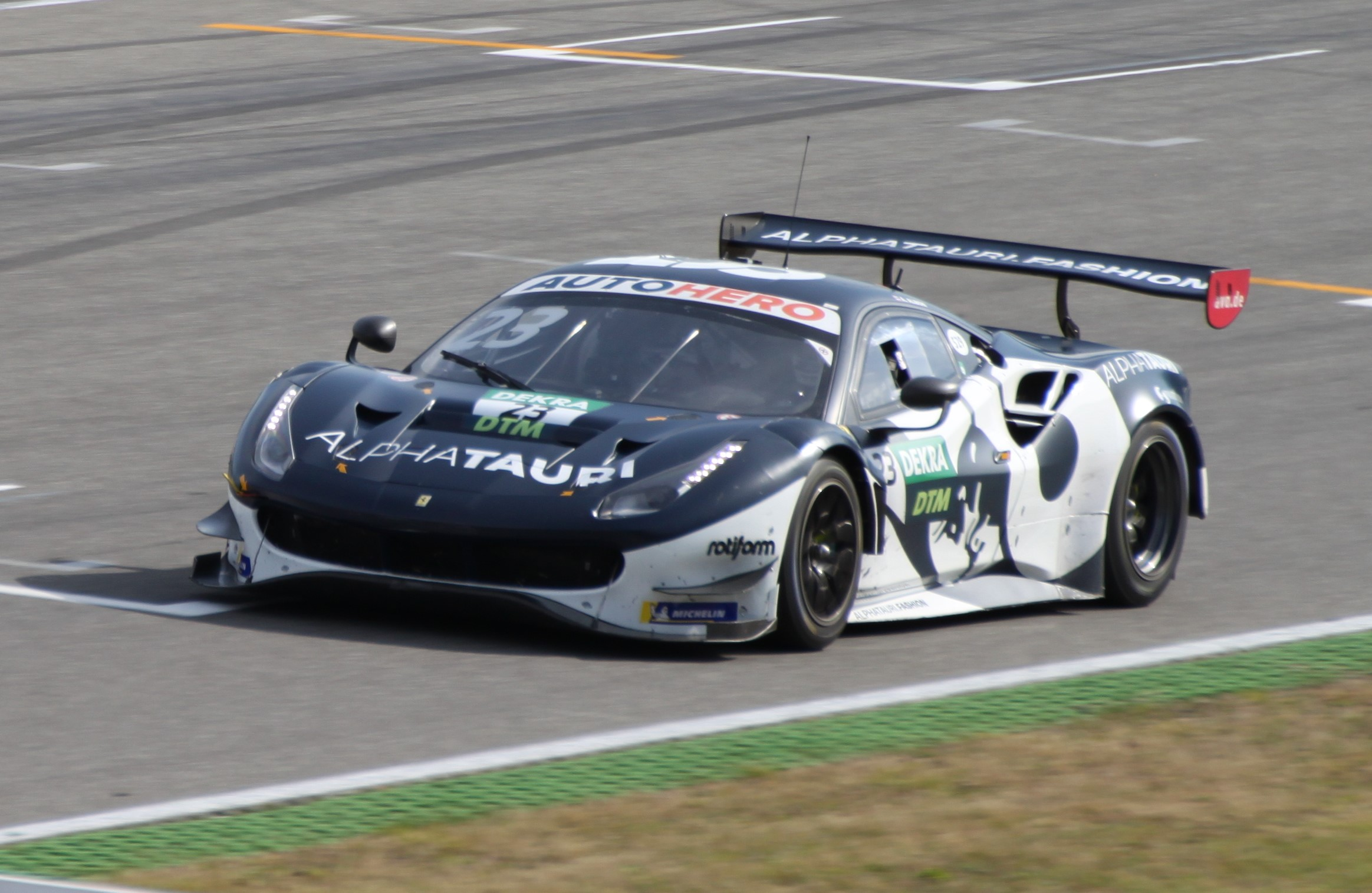
Albon alla guida della sua Ferrari 488 GT3 Evo all'Hockenheimring durante il Deutsche Tourenwagen Masters 2021

Il 4 gennaio 2021 Red Bull Racing annuncia che in occasione del suo ingresso nel DTM come team per la stagione 2021, Albon, insieme a Liam Lawson, sarà ingaggiato per correre in alcune gare con le Ferrari 488 GT3 Evo del team piacentino AF Corse, laddove queste non si sovrappongano ai suoi impegni in qualità di terzo pilota della scuderia in Formula 1. Nella prima gara a Monza raggiunge il quarto posto dopo essere partito al 14º posto, ma grazie alla squalifica di Vincent Abril guadagna un'altra posizione salendo così sul podio, mentre nella seconda gara finisce sesto. Dopo essere finito quinto e undicesimo nelle due gare a Lausitz, torna a podio nella prima gara a Zolder. Al Nürburgring conquista la sua prima pole position e la sua prima vittoria nella serie tedesca. Albon, visto l'impegno con la Formula 1, non partecipa all'ultimo round stagionale al Norisring, dove viene sostituito da Nick Cassidy: chiude la stagione al sesto posto, e contribuisce alla vittoria di AF Corse nella classifica team.

## Risultati

### Riepilogo
| Stagione | Campionato                  | Team                  | Gare         | Vittorie     | Pole         | Gpv          | Podi         | Punti        | Pos.         |
| -------- | --------------------------- | --------------------- | ------------ | ------------ | ------------ | ------------ | ------------ | ------------ | ------------ |
| 2012     | Eurocup Formula Renault 2.0 | EPIC Racing           | 13           | 0            | 0            | 0            | 0            | 0            | 38º          |
| 2012     | Formula Renault 2.0 Alps    | EPIC Racing           | 13           | 0            | 0            | 0            | 0            | 26           | 17º          |
| 2013     | Eurocup Formula Renault 2.0 | KTR                   | 14           | 0            | 1            | 1            | 0            | 22           | 16º          |
| 2013     | Eurocup Formula Renault 2.0 | KTR                   | 6            | 0            | 0            | 1            | 1            | 61           | 22º          |
| 2014     | Eurocup Formula Renault 2.0 | KTR                   | 14           | 0            | 1            | 0            | 3            | 117          | 3º           |
| 2014     | Formula Renault 2.0 NEC     | KTR                   | 6            | 1            | 0            | 1            | 2            | 80           | 17º          |
| 2015     | F3 europea                  | Signature             | 33           | 0            | 2            | 1            | 5            | 187          | 7º           |
| 2015     | Gran Premio di Macao        | Signature             | 1            | 0            | 0            | 0            | 0            | N.A.         | 13º          |
| 2016     | GP3 Series                  | ART Grand Prix        | 18           | 4            | 3            | 3            | 7            | 177          | 2º           |
| 2016     | Masters di Formula 3        | Hitech Racing         | 1            | 0            | 0            | 0            | 0            | N.A.         | 5º           |
| 2017     | Formula 2                   | ART Grand Prix        | 20           | 0            | 0            | 1            | 2            | 86           | 10º          |
| 2018     | Formula 2                   | DAMS                  | 24           | 4            | 3            | 0            | 8            | 212          | 3º           |
| 2019     | Formula 1                   | Toro Rosso / Red Bull | 21           | 0            | 0            | 0            | 0            | 92           | 8º           |
| 2020     | Formula 1                   | Red Bull              | 17           | 0            | 0            | 0            | 2            | 105          | 7º           |
| 2021     | DTM                         | AlphaTauri AF Corse   | 14           | 1            | 1            | 3            | 4            | 130          | 6°           |
| 2021     | Formula 1                   | Red Bull Racing       | Terzo pilota | Terzo pilota | Terzo pilota | Terzo pilota | Terzo pilota | Terzo pilota | Terzo pilota |
| 2021     | Formula 1                   | Scuderia AlphaTauri   | Terzo pilota | Terzo pilota | Terzo pilota | Terzo pilota | Terzo pilota | Terzo pilota | Terzo pilota |
| 2022     | Formula 1                   | Williams F1           | 21           | 0            | 0            | 0            | 0            | 4            | 19º          |
| 2023     | Formula 1                   | Williams F1           | 22           | 0            | 0            | 0            | 0            | 27           | 13º          |
| 2024     | Formula 1                   | Williams F1           | 23           | 0            | 0            | 0            | 0            | 12           | 16º          |
| 2025     | Formula 1                   | Williams F1           | 14           | 0            | 0            | 0            | 0            | 54*          |              |

### Eurocup Formula Renault 2.0
(legenda) (Le gare in grassetto indicano la pole) (Le gare in corsivo indicano il giro veloce)
| Anno | Squadra     | 1   | 2   | 3   | 4   | 5   | 6   | 7   | 8   | 9   | 10  | 11  | 12  | 13  | 14  | Punti | Pos. |
| ---- | ----------- | --- | --- | --- | --- | --- | --- | --- | --- | --- | --- | --- | --- | --- | --- | ----- | ---- |
| 2012 | EPIC Racing | ALC | ALC | SPA | SPA | NÜR | NÜR | MSC | MSC | HUN | HUN | LEC | LEC | CAT | CAT | 0     | 38º  |
| 2012 | EPIC Racing | 21  | 24  | 19  | 20  | 23  | Rit | Rit | NP  | 17  | 24  | 19  | 24  | Rit | 26  | 0     | 38º  |
| 2013 | KTR         | ALC | ALC | SPA | SPA | MSC | MSC | RBR | RBR | HUN | HUN | LEC | LEC | CAT | CAT | 22    | 16º  |
| 2013 | KTR         | 22  | Rit | 14  | 27  | 8   | 11  | 10  | 5   | 20  | 17  | Rit | 17  | Rit | 7   | 22    | 16º  |
| 2014 | KTR         | ALC | ALC | SPA | SPA | SIL | SIL | NÜR | NÜR | HUN | HUN | LEC | LEC | JER | JER | 117   | 3º   |
| 2014 | KTR         | 4   | 9   | 4   | 37  | 11  | 3   | 2   | 13  | 7   | 6   | 3   | 13  | 4   | 5   | 117   | 3º   |

### F3 europea
(legenda) (Le gare in grassetto indicano la pole) (Le gare in corsivo indicano il giro veloce)
| Anno | Squadra   | Motore     | 1   | 2   | 3   | 4   | 5   | 6   | 7   | 8   | 9   | 10  | 11  | 12  | 13  | 14  | 15  | 16  | 17  | 18  | 19  | 20  | 21  | 22  | 23  | 24  | 25  | 26  | 27  | 28  | 29  | 30  | 31  | 32  | 33  | Punti | Pos. |
| ---- | --------- | ---------- | --- | --- | --- | --- | --- | --- | --- | --- | --- | --- | --- | --- | --- | --- | --- | --- | --- | --- | --- | --- | --- | --- | --- | --- | --- | --- | --- | --- | --- | --- | --- | --- | --- | ----- | ---- |
| 2015 | Signature | Volkswagen | SIL | SIL | SIL | HOC | HOC | HOC | PAU | PAU | PAU | MNZ | MNZ | MNZ | SPA | SPA | SPA | NOR | NOR | NOR | ZAN | ZAN | ZAN | RBR | RBR | RBR | ALG | ALG | ALG | NÜR | NÜR | NÜR | HOC | HOC | HOC | 187   | 7º   |
| 2015 | Signature | Volkswagen | 4   | 6   | 6   | 13  | 8   | 9   | 5   | 7   | NC  | 21  | WD  | WD  | 3   | 16  | 9   | 5   | 2   | 3   | 7   | 4   | 8   | 7   | 5   | 8   | 2   | 12  | Rit | 12  | 14  | 11  | 11  | Rit | 2   | 187   | 7º   |

### Gran Premio di Macau
| Anno | N° | Vettura      | Squadra   | Pos. Qualifiche | Pos. Qualifiche gara | Giri | Pos. |
| ---- | -- | ------------ | --------- | --------------- | -------------------- | ---- | ---- |
| 2015 | 17 | Dallara F312 | Signature | 15º             | Rit                  | 15   | 13º  |

### GP3 Series
(legenda) (Le gare in grassetto indicano la pole position) (Le gare in corsivo indicano Gpv)
| Anno | Squadra        | 1   | 2   | 3   | 4   | 5   | 6   | 7   | 8   | 9   | 10  | 11  | 12  | 13  | 14  | 15  | 16  | 17  | 18  | Punti | Pos. |
| ---- | -------------- | --- | --- | --- | --- | --- | --- | --- | --- | --- | --- | --- | --- | --- | --- | --- | --- | --- | --- | ----- | ---- |
| 2016 | ART Grand Prix | CAT | CAT | RBR | RBR | SIL | SIL | HUN | HUN | HOC | HOC | SPA | SPA | MNZ | MNZ | SEP | SEP | YMC | YMC | 177   | 2º   |
| 2016 | ART Grand Prix | 6   | 1   | 2   | 2   | 1   | 14  | 7   | 1   | 4   | Rit | 9   | 10  | 6   | 2   | 1   | 8   | Rit | Rit | 177   | 2º   |

### Formula 2
(legenda) (Le gare in grassetto indicano la pole position) (Le gare in corsivo indicano Gpv)
| Stagione | Team           | 1   | 2   | 3   | 4   | 5   | 6   | 7   | 8   | 9   | 10  | 11  | 12  | 13  | 14  | 15  | 16  | 17  | 18  | 19  | 20  | 21  | 22  | 23  | 24  | Punti | Pos. |
| -------- | -------------- | --- | --- | --- | --- | --- | --- | --- | --- | --- | --- | --- | --- | --- | --- | --- | --- | --- | --- | --- | --- | --- | --- | --- | --- | ----- | ---- |
| 2017     | ART Grand Prix | BHR | BHR | CAT | CAT | MON | MON | BAK | BAK | RBR | RBR | SIL | SIL | HUN | HUN | SPA | SPA | MNZ | MNZ | JER | JER | YMC | YMC |     |     | 86    | 10º  |
| 2017     | ART Grand Prix | 6   | 7   | 4   | 8   | 4   | 6   |     |     | 5   | 2   | 18  | 10  | 8   | 7   | 12  | 18  | 14  | 8   | 12  | 9   | 7   | 2   |     |     | 86    | 10º  |
| 2018     | DAMS           | BHR | BHR | BAK | BAK | CAT | CAT | MON | MON | LEC | LEC | RBR | RBR | SIL | SIL | HUN | HUN | SPA | SPA | MNZ | MNZ | SOC | SOC | YMC | YMC | 212   | 3º   |
| 2018     | DAMS           | 4   | 13  | 1   | 13  | 5   | 2   | Rit | Rit | Rit | 7   | 5   | 5   | 1   | 7   | 5   | 1   | 5   | 3   | 3   | Rit | 1   | 3   | 14  | 8   | 212   | 3º   |

### Risultati in Formula 1
| 2019 | Scuderia                   | Vettura    |    |   |    |    |    |   |     |    |    |    |   |    |   |   |   |   |   |   |   |    |   |  |  |  | Punti | Pos. |
| ---- | -------------------------- | ---------- | -- | - | -- | -- | -- | - | --- | -- | -- | -- | - | -- | - | - | - | - | - | - | - | -- | - |  |  |  | ----- | ---- |
| 2019 | Toro Rosso Red Bull Racing | STR14 RB15 | 14 | 9 | 10 | 11 | 11 | 8 | Rit | 15 | 15 | 12 | 6 | 10 | 5 | 6 | 6 | 5 | 4 | 5 | 5 | 14 | 6 |  |  |  | 92    | 8º   |

| 2020 | Scuderia        | Vettura |    |   |   |   |   |   |   |    |   |    |     |    |    |   |   |   |   |  |  |  |  |  |  |  | Punti | Pos. |
| ---- | --------------- | ------- | -- | - | - | - | - | - | - | -- | - | -- | --- | -- | -- | - | - | - | - |  |  |  |  |  |  |  | ----- | ---- |
| 2020 | Red Bull Racing | RB16    | 13 | 4 | 5 | 8 | 5 | 8 | 6 | 15 | 3 | 10 | Rit | 12 | 15 | 7 | 3 | 6 | 4 |  |  |  |  |  |  |  | 105   | 7º   |

| 2022 | Scuderia | Vettura |    |    |    |    |   |    |     |    |    |     |    |    |    |    |    |    |     |     |    |    |    |    |  |  | Punti | Pos. |
| ---- | -------- | ------- | -- | -- | -- | -- | - | -- | --- | -- | -- | --- | -- | -- | -- | -- | -- | -- | --- | --- | -- | -- | -- | -- |  |  | ----- | ---- |
| 2022 | Williams | FW44    | 13 | 14 | 10 | 11 | 9 | 18 | Rit | 12 | 13 | Rit | 12 | 13 | 17 | 10 | 12 | SP | Rit | Rit | 13 | 12 | 15 | 13 |  |  | 4     | 19º  |

| 2023 | Scuderia | Vettura |    |     |     |    |    |    |    |   |    |   |    |    |   |   |    |     |     |   |   |     |    |    |  |  | Punti | Pos. |
| ---- | -------- | ------- | -- | --- | --- | -- | -- | -- | -- | - | -- | - | -- | -- | - | - | -- | --- | --- | - | - | --- | -- | -- |  |  | ----- | ---- |
| 2023 | Williams | FW45    | 10 | Rit | Rit | 12 | 14 | 14 | 16 | 7 | 11 | 8 | 11 | 14 | 8 | 7 | 11 | Rit | 137 | 9 | 9 | Rit | 12 | 14 |  |  | 27    | 13º  |

| 2024 | Scuderia | Vettura |    |    |    |     |    |    |     |   |     |    |    |   |    |    |    |   |   |     |    |     |    |     |    |    | Punti | Pos. |
| ---- | -------- | ------- | -- | -- | -- | --- | -- | -- | --- | - | --- | -- | -- | - | -- | -- | -- | - | - | --- | -- | --- | -- | --- | -- | -- | ----- | ---- |
| 2024 | Williams | FW46    | 15 | 11 | 11 | Rit | 12 | 18 | Rit | 9 | Rit | 18 | 15 | 9 | 14 | 12 | 14 | 9 | 7 | Rit | 16 | Rit | NP | Rit | 15 | 11 | 12    | 16º  |

| 2025 | Scuderia | Vettura |   |   |   |    |   |   |   |   |     |     |     |   |   |    |  |  |  |  |  |  |  |  |  |  | Punti | Pos. |
| ---- | -------- | ------- | - | - | - | -- | - | - | - | - | --- | --- | --- | - | - | -- |  |  |  |  |  |  |  |  |  |  | ----- | ---- |
| 2025 | Williams | FW47    | 5 | 7 | 9 | 12 | 9 | 5 | 5 | 9 | Rit | Rit | Rit | 8 | 6 | 15 |  |  |  |  |  |  |  |  |  |  | 54    |      |

| Legenda | 1º posto     | 2º posto | 3º posto    | A punti         | Senza punti/Non class.  | Grassetto – Pole position Corsivo – Giro più veloce Apice – Risultato Sprint (A punti) |
| Legenda | Squalificato | Ritirato | Non partito | Non qualificato | Solo prove/Terzo pilota | Grassetto – Pole position Corsivo – Giro più veloce Apice – Risultato Sprint (A punti) |

### DTM
(legenda) (Le gare in grassetto indicano la pole position) (Le gare in corsivo indicano Gpv)
| 3 | 7 | 5 | 11 | 3 | 6 | 20 | 1 | 4 | 17 | Rit | 5 | 2 | 6 |  |  |